# Instekleppane
Instekleppane är en kulle i Antarktis. Den ligger i Östantarktis. Norge gör anspråk på området. Toppen på Instekleppane är 309 meter över havet.
Terrängen runt Instekleppane är platt åt sydväst, men åt nordost är den kuperad. Terrängen runt Instekleppane sluttar brant västerut. Trakten är obefolkad. Det finns inga samhällen i närheten.